# ATP Tour World Championships 1996 - Singolare
Il singolare dell'ATP Tour World Championships 1996 è stato un torneo di tennis facente parte dell'ATP Tour.
Boris Becker era il detentore del titolo, ma Pete Sampras lo ha battuto in finale 3–6, 7–6(5), 7–6(4), 6(11)–7, 6–4.

## Teste di serie
1. Pete Sampras (campione)
2. Michael Chang (round robin)
3. Evgenij Kafel'nikov (round robin)
4. Goran Ivanišević (semifinali)
5. Thomas Muster (round robin)

1. Boris Becker (finale)
2. Andre Agassi (round robin, ritirato)
3. Richard Krajicek (semifinali)
4. Thomas Enqvist (round robin)

## Tabellone

### Legenda
| - Q = Qualificato - WC = Wild card - LL = Lucky loser | - ALT = Alternate - SE = Special Exempt - PR = Protected Ranking | - w/o = Walkover - r = Ritirato - d = Squalificato |

### Finale
|  | Semifinale | Semifinale       | Semifinale       | Semifinale       | Semifinale | Semifinale | Semifinale |  |  | Finale | Finale       | Finale | Finale | Finale | Finale | Finale |  |
|  |            |                  |                  |                  |            |            |            |  |  |        |              |        |        |        |        |        |  |
|  | 1          | Pete Sampras     | Pete Sampras     | Pete Sampras     | 6          | 7          | 7          |  |  |        |              |        |        |        |        |        |  |
|  | 4          | Goran Ivanišević | Goran Ivanišević | Goran Ivanišević | 7          | 64         | 5          |  |  | 1      | Pete Sampras | 3      | 7      | 7      | 611    | 6      |  |
|  | 6          | Boris Becker     | Boris Becker     | Boris Becker     | 64         | 7          | 6          |  |  | 6      | Boris Becker | 6      | 65     | 64     | 7      | 4      |  |
|  | 8          | Richard Krajicek | Richard Krajicek | Richard Krajicek | 7          | 63         | 3          |  |  |        |              |        |        |        |        |        |  |

### Gruppo rosso
|     |                             | Sampras              | Kafel'nikov              | Becker                   | Agassi Enqist            | RR V–P  | Set V–P | Game V–P   | Posizione |
| 1   | Pete Sampras                |                      | 6–4, 6–4                 | 6(10)–7, 6(4)–7          | 6–2, 6–1 (w/ Agassi)     | 2–1     | 4–2     | 36–25      | 2         |
| 3   | Evgenij Kafel'nikov         | 4–6, 4–6             |                          | 4–6, 5–7                 | 6–3, 7–6(5) (w/ Enqvist) | 1–2     | 2–4     | 30–34      | 3         |
| 6   | Boris Becker                | 7–6(10), 7–6(4)      | 6–4, 7–5                 |                          | 3–6, 6(1)–7 (w/ Enqvist) | 2–1     | 4–2     | 36–34      | 1         |
| 7 9 | Andre Agassi Thomas Enqvist | 2–6, 1–6 (w/ Agassi) | 3–6, 6(5)–7 (w/ Enqvist) | 6–3, 7–6(1) (w/ Enqvist) |                          | 0–1 1–1 | 0–2 2–2 | 3–12 22–22 | 5 4       |

La classifica viene stilata in base ai seguenti criteri: 1) Numero di vittorie; 2) Numero di partite giocate; 3) Scontri diretti (in caso di due giocatori pari merito ); 4) Percentuale di set vinti o di games vinti (in caso di tre giocatori pari merito ); 5) Decisione della commissione.

### Gruppo bianco
|   |                  | Chang               | Ivanisevic          | Muster              | Krajicek            | RR V–P | Set V–P | Game V–P | Posizione |
| 2 | Michael Chang    |                     | 6(8)–7, 7–6(5), 6–1 | 4–6, 3–6            | 4–6, 4–6            | 1–2    | 2–5     | 34–38    | 4         |
| 4 | Goran Ivanišević | 7–6(8), 6(5)–7, 1–6 |                     | 6–4, 6–4            | 6–4, 6(4)–7, 7–6(1) | 2–1    | 5–3     | 45–44    | 1         |
| 5 | Thomas Muster    | 6–4, 6–3            | 4–6, 4–6            |                     | 6(4)–7, 7–6(5), 3–6 | 1–2    | 3–4     | 36–38    | 3         |
| 8 | Richard Krajicek | 6–4, 6–4            | 4–6, 7–6(4), 6(1)–7 | 7–6(4), 6(5)–7, 6–3 |                     | 2–1    | 5–3     | 48–43    | 2         |

La classifica viene stilata in base ai seguenti criteri: 1) Numero di vittorie; 2) Numero di partite giocate; 3) Scontri diretti (in caso di due giocatori pari merito ); 4) Percentuale di set vinti o di games vinti (in caso di tre giocatori pari merito ); 5) Decisione della commissione.